# Olympische Jugend-Sommerspiele 2010/Teilnehmer (Saudi-Arabien)
| Gelbes Symbol für Goldmedaillen mit stilisierten Olympischen Ringen | Graues Symbol für Silbermedaillen mit stilisierten Olympischen Ringen | Braundes Symbol für Bronzemedaillen mit stilisierten Olympischen Ringen |
| ------------------------------------------------------------------- | --------------------------------------------------------------------- | ----------------------------------------------------------------------- |
| —                                                                   | —                                                                     | 1                                                                       |

Die Jugend-Olympiamannschaft aus Saudi-Arabien für die I. Olympischen Jugend-Sommerspiele vom 14. bis 26. August 2010 in Singapur bestand aus neun Athleten.

## Medaillengewinner
Mit einer gewonnenen Bronzemedaille belegte das saudi-arabische Team Platz 85 im Medaillenspiegel.

### Bronze
- Dalma Rushdi Malhas, Reiten: Einzel-Springen

## Athleten nach Sportarten

### Gewichtheben
Jungen
- Mohsen Al-Duhaylib
Federgewicht: 10. Platz

### Leichtathletik
Jungen
- Abdullah Al-Asiri
200 m: 13. Platz
- Abdullah Abkar
400 m: 13. Platz
Staffellauf: 5. Platz (im Team Asien)
- Ibrahim Abdullah
3000 m: 9. Platz
- Ali Al-Ghamdi
400 m Hürden: DNS (Finale)
- Ahmed Burhan
2000 m Hindernis: 9. Platz
- Hussain Al-Khalaf
Dreisprung: 11. Platz

### Reiten
- Dalma Rushdi Malhas
Springen Einzel: Bronze

### Schwimmen
Jungen
- Hazem Tashkandi
100 m Freistil: 39. Platz
200 m Freistil: 35. Platz